# پایگاه هوایی استریی
پایگاه هوایی استریی (به انگلیسی: Stryi (air base)) یک فرودگاه نظامی است که یک باند فرود بتن دارد و طول باند آن ۳۰۰۰ متر است. این فرودگاه در شهر استری کشور اوکراین قرار دارد و در ارتفاع ۳۱۲ متری از سطح دریا واقع شده است.